# اشغال نروژ توسط آلمان

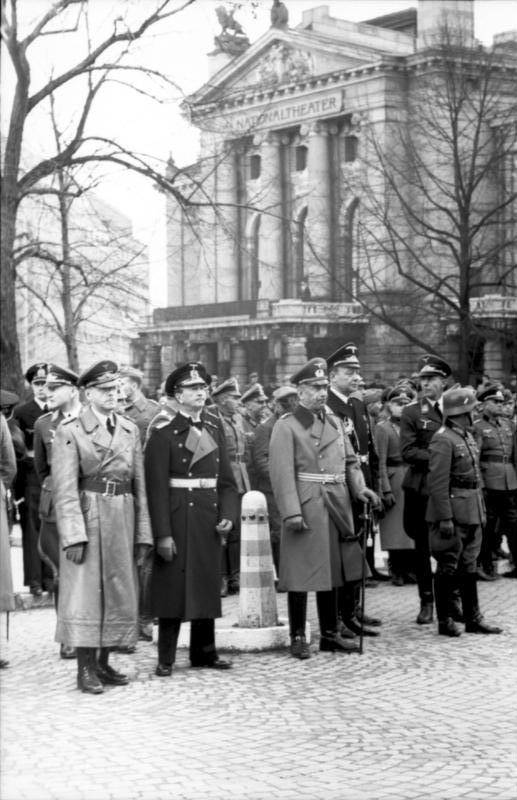
افسران آلمانی در جلوی تئاتر ملی نروژ در اسلو، ۱۹۴۰

اشغال نروژ توسط آلمان نازی با حمله آلمان نازی به نروژ در ۹ آوریل ۱۹۴۰ و در طی عملیات وزراوبونگ آغاز شد و در ۸ مه ۱۹۴۵ پس از شکست نیروهای آلمانی در اروپا به پایان رسید. در همه این دوره، نروژ تحت اشغال دائمی ورماخت بود. پس از اشغال، رایخس‌کومیساریای نروژ حکومتی نظامی بر این کشور با همکاری حکومتی دست‌نشانده و پشتیبان آلمان اعمال کرد. در همین حین، شاه هاکون هفتم و دولت قانونی کشور در تبعید در لندن به کار خود و نیز مبارزه با اشغال ادامه می‌دادند. از این دوره از اشغال نظامی در نروژ با عنوان‌های «سال‌های جنگ» یا «دورهٔ اشغال» یاد می‌شود.